# Robert de Rouen
Robert de Rouen est un clerc normand qui fut évêque de Lydda de 1099 jusqu'à sa mort en 1112 ou peu auparavant.

## Biographie
Né dans l'archidiocèse de Rouen, en Normandie, Robert était un clerc qui a rejoint la première croisade,. Les croisés ont pris possession de Ramla sans combat le 30 juin 1099, car la garnison musulmane l'avait abandonnée. L'église voisine de Saint-Georges, qui était un sanctuaire important à Lydda, fut alors choisie par les Croisés pour y établir un évêché catholique romain. Les chefs croisés ont nommé Robert comme premier évêque de ce nouveau diocèse et ont également accordé Ramla, Lydda et les villages voisins à cet évêché.
Étant le seul évêque catholique romain en Palestine, Robert consacra Daimbert de Pise comme patriarche latin de Jérusalem le jour de Noël 1099,.
Robert est décédé avant 1112, date à laquelle son successeur, Roger, est mentionné pour la première fois dans une charte.